# WikiZnanie
WikiZnanie（ロシア語: ВикиЗнание）はオンライン百科事典の一つ。言語はロシア語で、ウィキを採用しており、ライセンスはFreeBSD Documentation Licenseである。2003年創立。MediaWikiのソフトウェアを使っている。名前は、wikiとЗнание（ラテン翻字例：znanie。ロシア語で「知識」の意）の2語の合成。
2006年、項目数が1000を越えた。2009年8月現在で、11万2000の項目がある（対するロシア語版ウィキペディアは42万7000項目）。記事の大半（推計95から98%）が、『ブロックハウス&エフロン百科事典』（Энциклопедический словарь Брокгауза и Ефрона；帝政ロシア時代の1890年から1906年に刊行された）の内容を含む。
GFDLに基づくウィキペディアとは異なり、WikiZnanieはFreeBSD Documentation Licenseに基づいて運営されている。また、投稿者個人の独自研究を容認しており、執筆姿勢としては「中立的な視点」より「多面的な視点」を推奨している。サーバーはモスクワにあり、ロシア国内からは迅速にアクセス可能。財源を確保するために商業広告を入れている。
創設者・ウェブマスターはアンドレイ・ヴォフク(Андрей Вовк；翻字例 Andrey Vovk）。